# Bernard Bergès
Pour les articles homonymes, voir Bergès.
Pas d'image ? Cliquez ici

a Compétitions nationales et continentales officielles uniquement.

b Matchs officiels uniquement.
Bernard Bergès (né le 1er février 1900 à Vic-en-Bigorre et mort le 23 mars 1989 à Toulouse) était un joueur français de rugby à XV. 

## Biographie
Bernard Bergès a joué au poste de demi de mêlée (1,70 m pour 70 kg) pour le Stade toulousain et la Section paloise ou il est capitaine, et au SC Pamiers. 
Il a également été sélectionné une fois en équipe de France. Il a disputé un match du Tournoi des Cinq Nations contre l'Irlande en 1926. 